# James McDonough
Pour les articles homonymes, voir McDonough.
James MacDonough est un bassiste américain né le 3 avril 1970 à Jacksonville.
Il a été le bassiste de Iced Earth de 1996 à 2004, groupe avec lequel il a enregistré 3 albums.
Fin 2004, il rejoint le groupe Megadeth (dont le bassiste originel David Ellefson avait refusé la reformation du groupe la même année) pour assurer la tournée suivant la sortie de l'album The System Has Failed. Il a ainsi participé à l'enregistrement du DVD live That One Night: Live in Buenos Aires. En février 2006, il annonce son départ du groupe.
En 2006, il rejoint temporairement le groupe Nevermore pour y remplacer Jim Sheppard, alors convalescent.